# Збірна Афганістану з футболу
Збірна Афганістану з футболу  — представляє Афганістан на міжнародних футбольних змаганнях. Контролюється Футбольною федерацією Афганістану. Вона ніколи не потрапляла на чемпіонат світу. Збірна була створена в 1922 році і прийнята в ФІФА в 1944 році, а в 1954 – до Азійської конфедерації футболу.
Станом на 3 квітня 2025 посідає 160-e місце у рейтингу футбольних збірних світу. Найкращий виступ був на Азійських іграх 1951 року, на яких команда посіла четверте місце. З 1984 по 2003 рік збірна не провела жодної міжнародної зустрічі і опустилася до 173 місця у світовому рейтингу ФІФА. З 2015 року відновила участь в міжнародних змаганнях.

## Чемпіонат світу
- з 1930 по 2002 — не брала участь
- з 2006 по 2026 — не пройшла кваліфікацію

## Кубок Азії
- з 1960 по 1972 — не брала участі
- з 1976 по 1984 — не пройшла кваліфікацію
- з 1988 по 2000 — не брала участі
- 2004 — не пройшла кваліфікацію
- 2007 — не брала участі
- 2011 — не брала участі
- з 2015 по 2023 — не пройшла кваліфікацію